# 3型糖尿病
3型糖尿病（さんがたとうにょうびょう、Type 3 diabetes）は、糖尿病の分類の一種である。 1型糖尿病と2型糖尿病、およびアルツハイマー病の間の相互に関連する関連を説明するために提案された用語。この用語は、糖尿病患者のアルツハイマー病の引き金を調べるために使用されている。

## 概要
最も有名なコホート研究（「久山町研究」）から、糖尿病とアルツハイマー型認知症は強い関連があることが知られていた。最近ではアルツハイマー型認知症を3型糖尿病と呼ぶことが提唱されている。すなわち3型糖尿病は、脳の短期記憶に関与する海馬や大脳皮質において、2型糖尿病と同じ病態を持っているということである。インスリンの効果がでにくくなり、ブドウ糖の取り込みが低下し、海馬や大脳皮質のニューロンにおいてエネルギー不足になり、短期記憶の能力が減退する。ブドウ糖のバックアップのエネルギー基質であるケトン体がこのような病態に効果があることが報告されている。すなわちケトンエステルなどのケトン供与体が認知機能を改善する作用が多数報告されている。またケトン食も同じようにケトン体濃度の増加（生理的ケトーシス）を誘導して認知機能を改善するといわれる。

## 徴候と症状
症状の経過とともに、患者は認知障害と衰退の進行性を示すようになる。この病気の進行は、人によって異なり、1型糖尿病は、幼少期(通常は小児期から青年期)に診断されることが多く、脳の発達に悪影響を及ぼすため、早期に症状が現れることがある。2型糖尿病は、60代半ばの患者に特徴的に見られ、晩年に症状が現れることが多くなっている。この病気の初期段階は、しばしば記憶喪失と関連されるが、他にも判断力の低下、空間や視覚の問題などの症状もこの病気の初期症状である。その後コミュニケーション障害、発作、体重の減少、腸のコントロール不調などが最終的な症状となる。 しかしほとんどの場合、誤嚥性肺炎、潰瘍、未治療の感染症が患者の死因となることが多い。

### ダイエット

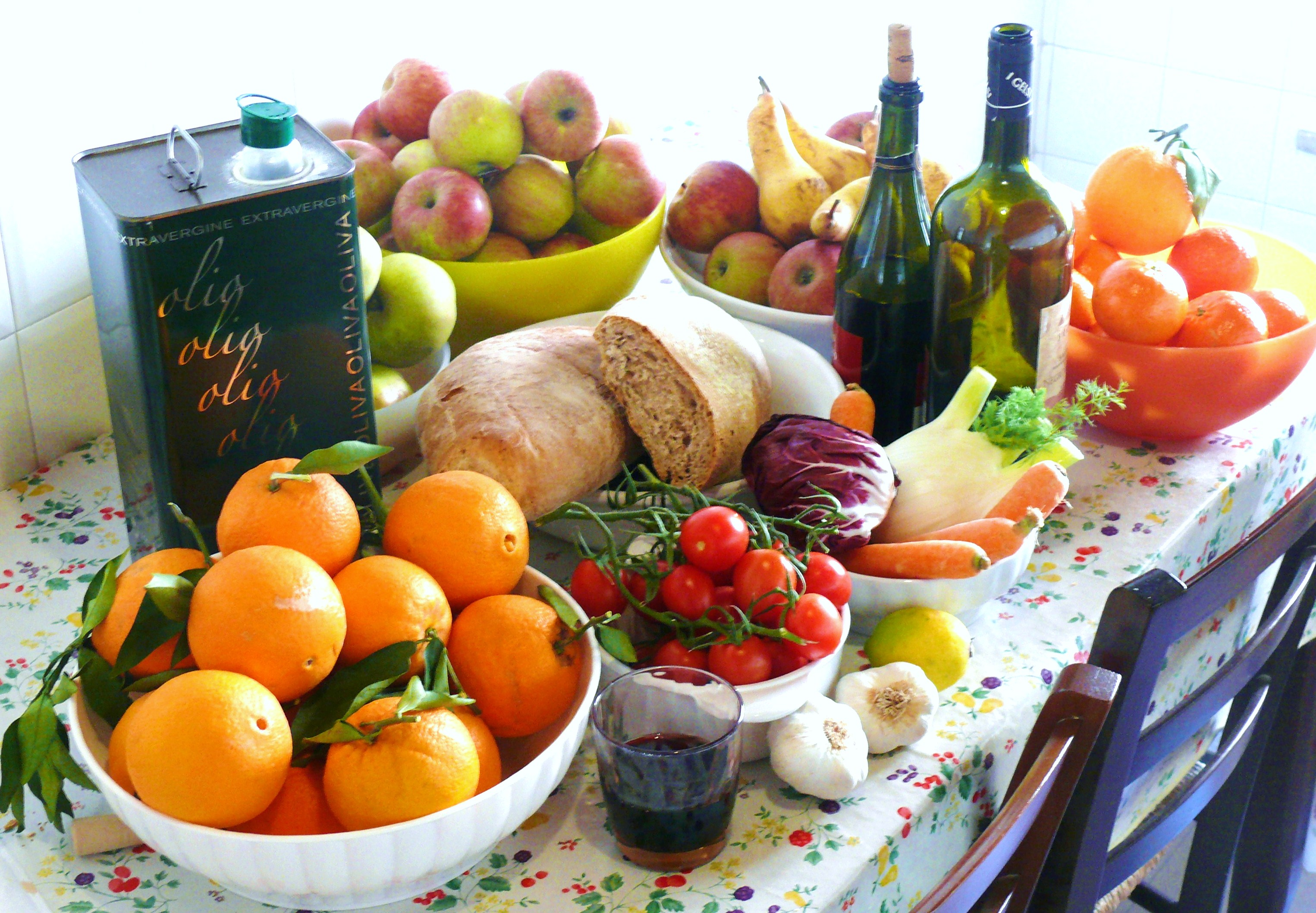
地中海ダイエット食品

### 身体的および精神的な運動

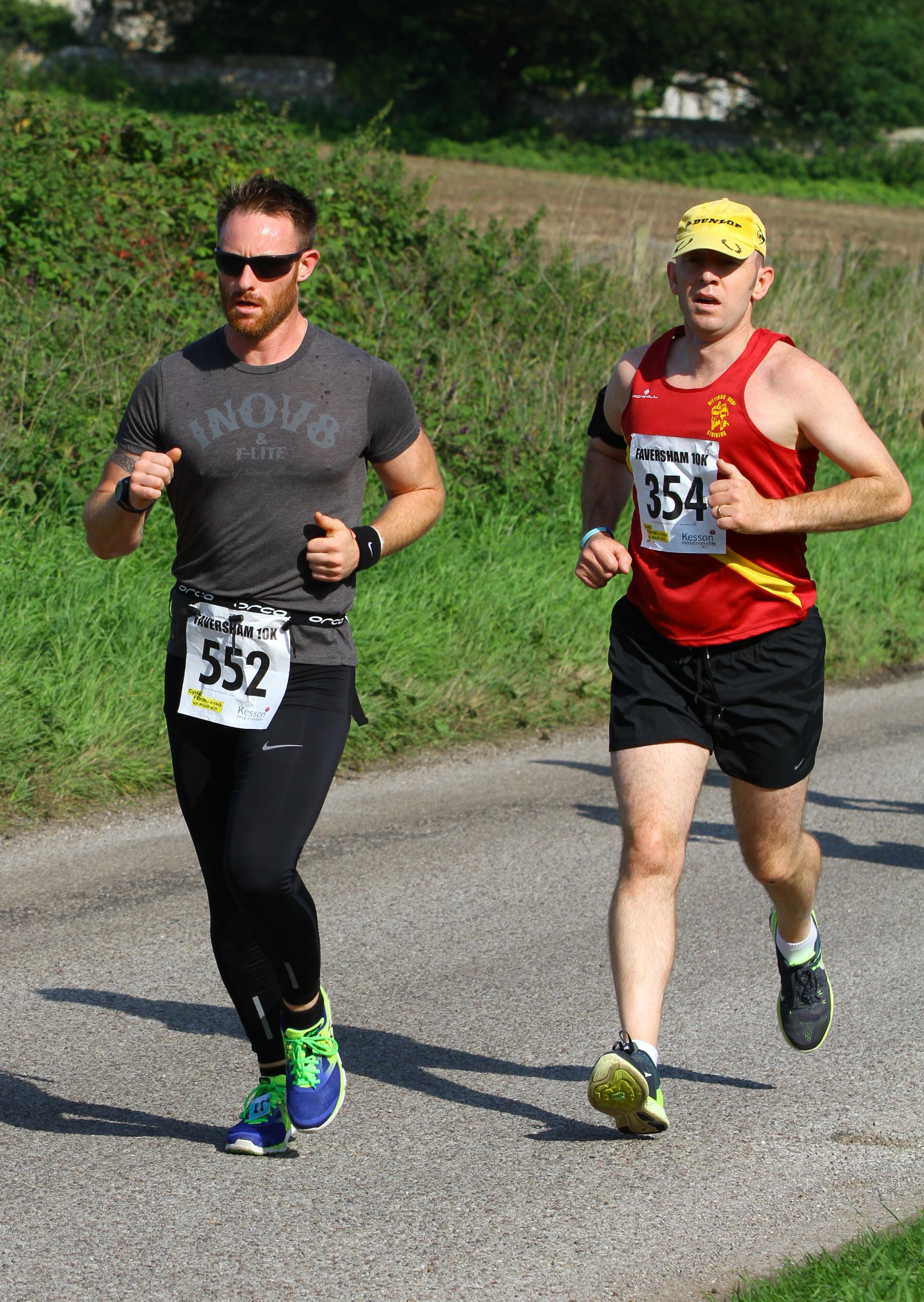
運動する2人

### メラトニン投与

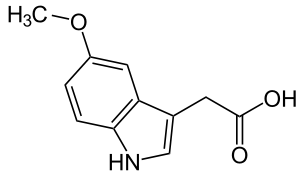
メラトニンの化学構造